# 林碩
林碩（？年—1438年），字懋弘。福建承宣布政使司福州府閩縣（今屬福建省福州市閩侯縣）人，明朝政治人物。

## 生平
永樂九年（1411年）辛卯鄉試舉人。
永樂十年（1412年）壬辰科第三甲第二十八名同進士出身。授監察御史，巡按山東。
後改巡按浙江監察御史、行在貴州道監察御史。御史任上見事風生毅然負澄清之志，處事剛正嚴肅。朝廷遇到疑案必簡任林碩前往會審，冤獄多平反。曾彈劾蜀王不法情事，永樂帝嘉獎林碩直言，在御屏風寫上林碩姓名。
宣德元年（1426年）擢授浙江提刑按察使司按察使。彈劾漕運侍郎藺芳放縱驕恣。 
二年（1427年）浙江提刑按察使司按察使。
當時有宦官裴可烈督運於浙江，一位湯姓千戶賄賂勾結裴可烈以圖利，並倚仗裴可烈權勢橫行於地方府縣，林碩將其繩之以法。裴可烈怒而誣告林碩損毀詔書、加誹謗之語，被逮至京師。林碩進謁叩頭說：「臣前為御史，官七品。今超遷按察使，官三品。日夜淬勵，惟恐不能報上恩，臣實無誹謗語。」宣德帝問：「汝與人有讎怨平？」林碩回答：「臣為按察使無幾時，度亦無怨臣者。臣前廵按浙江時，執法不假借，人多有不便臣者，今欲去臣以自便，唯陛下裁察。」宣德帝為之動容：「朕固未之信，是以召汝面訊耳。」立即命令釋放林碩，恢復原官，並降敕切責裴可烈。林碩因在皇帝大發雷霆之下還能自己辯白，士人評論為豪壯。復官後，更加嚴飭風紀，剿捕賊寇史慶真、童進等，遣散其黨徒，平反被冤枉的七百餘家。在浙江為官九年，嚴而不苛，浙江士人感懷林碩的惠政。
正統三年（1438年）林碩不當引用赦免的案例使嫌犯免死，遭到僉事耿定彈劾；被逮捕審訊，以捐輸贖還職位。冬季，遷廣東承宣布政使司左布政使。未到任而卒。其後寧波府知府鄭珞糾劾裴可烈，裴可烈被罷官。

## 延伸阅读
[在维基数据编辑]
 《國朝獻徵錄·卷之九十九》，出自焦竑《國朝獻徵錄》
 《明史卷一百六十一》，出自《明史》